# الحروب المغربية الإسبانية
- الحرب المغربية-الإسبانية (1859)
- حرب الريف الأولى (1893)
- حرب الريف الثانية (1909)
- حرب الريف الثالثة (1920)
- حرب سيدي إيفني (1957)
- المسيرة الخضراء (1975)
- حرب جزيرة ليلى (2002)